# Focke-Wulf GL 18
O Focke-Wulf GL 18 foi um avião monoplano de transporte aéreo desenvolvido na década de 1920, projetado e construído pela Focke-Wulf.

## Design e desenvolvimento
Baseado no monomotor Focke-Wulf A 16 e equipado com dois motores radiais Junkers L. 1a, o GL 18 tinha uma cabine de passageiros fechada, para um piloto e quatro passageiros. O GL 18 voou pela primeira vez em 9 de agosto de 1926, e foi usado pela Deutsche Luft Hansa até 1932. A próxima aeronave foi a variante GL 18a, com dois motores Siemens Sh 11, que foi seguida pela GL 18c com dois motores Siemens Sh 12. A 18a e 18b tinham a fuselagem um pouco mais larga. Em 1927, uma modificação com motores Siemens Sh 12, o GL 22, foi produzido. Esta nova versão tinha uma fuselagem mais profunda, os motores estavam agora instalados sob as asas e sofreu uma revisão completa do trem de aterragem.